# Lima (Illinois)
Lima – wieś w USA, w stanie Illinois, w hrabstwie Adams. Według spisu z 2000 roku, wioskę zamieszkuje 159 osób.

## Geografia
Wioska zajmuje powierzchnię 0,5 km², całość stanowi ląd.

## Demografia
Według spisu z 2000 roku wioskę zamieszkuje 159 osób skupionych w 57 gospodarstwach domowych, tworzących 45 rodzin. Gęstość zaludnienia wynosi 292,3 osoby/km². W wiosce znajdują się 63 budynki mieszkalne, a ich gęstość występowania wynosi 115,8 mieszkania/km². Wioskę zamieszkuje 99,37% ludności białej, 0,63% ludności wywodzącej się z dwóch lub więcej ras. Hiszpanie lub Latynosi stanowią 2,52% populacji.
W wiosce są 57 gospodarstwa domowe, w których 36,8% stanowią dzieci poniżej 18 roku życia żyjących z rodzicami, 64,9% stanowią małżeństwa, 10,5% stanowią kobiety nie posiadające męża oraz 19,3% stanowią osoby samotne. 14% wszystkich gospodarstw domowych składa się z jednej osoby oraz 8,8% żyjących samotnie ma powyżej 65 roku życia. Średnia wielkość gospodarstwa domowego wynosi 2,79 osoby, natomiast rodziny 3,04 osoby. 
Przedział wiekowy kształtuje się następująco: 29,6% stanowią osoby poniżej 18 roku życia, 8,8% stanowią osoby pomiędzy 18 a 24 rokiem życia, 22,6% stanowią osoby pomiędzy 25 a 44 rokiem życia, 22,6% stanowią osoby pomiędzy 45 a 64 rokiem życia oraz 16,4% stanowią osoby powyżej 65 roku życia.   Średni wiek wynosi 36 lat. Na każde 100 kobiet przypada 89,3 mężczyzn. Na każde 100 kobiet powyżej 18 roku życia przypada 89,8 mężczyzn.
Średni dochód dla gospodarstwa domowego wynosi 37 500 dolarów, a dla rodziny wynosi 38 000 dolarów. Dochody mężczyzn wynoszą średnio 25 000 dolarów, a kobiet 19 167 dolarów. Średni dochód na osobę w mieście wynosi 13 825 dolarów. Około 0% rodzin i 0,7% populacji miasta żyje poniżej minimum socjalnego.